# 云杉小卷蛾属
云杉小卷蛾属（学名：Neobarbara）是卷蛾科花小卷蛾族下的一个属。这是一个根据一个单独种而建立的属。

## 下属物种
本属包括以下物种：
- 青海云杉小卷蛾 Neobarbara olivacea Liu & Nasu, 1993